# 인도-투르크메니스탄 관계
인도-투르크메니스탄 관계는 인도와 투르크메니스탄 간의 양자 관계이다. 인도는 1994년에 문을 연 아시가바트에 대사관을 두고 있다. 투르크메니스탄은 뉴델리에 대사관을 두고 있다.

## TAPI 파이프라인
인도는 투르크메니스탄의 탄화수소 매장량에 특별한 관심을 가지고 있다.
투르크메니스탄, 아프가니스탄, 파키스탄, 인도는 총칭하여 TAPI 국가로 알려진 가스 파이프라인을 개발 중이며, 이는 2017년 초에 완공될 예정이었다. 그러나 2024년 4월 현재 이 파이프라인은 아직 완공되지 않았다. 이는 인도의 급성장하는 에너지 수요에 특히 중요한 역할을 하며, 완공 시 인도 에너지 수요의 거의 60%를 공급할 것으로 예상된다.

## 무역
인도 정부 외교부에 따르면 투르크메니스탄과 인도 간의 총 무역액은 약 4,200만 달러에 불과하다.